# Böhen
Böhen – miejscowość i gmina w Niemczech, w kraju związkowym Bawaria, w rejencji Szwabia, w regionie Donau-Iller, w powiecie Unterallgäu, wchodzi w skład wspólnoty administracyjnej Ottobeuren. Leży w Allgäu, około 25 km na południowy zachód od Mindelheimu.

## Demografia
| Rok  | Liczba mieszk. |
| ---- | -------------- |
| 1970 | 839            |
| 1987 | 731            |
| 2000 | 717            |
| 2004 | 690            |

## Polityka
Wójtem gminy jest Hans Gropper, rada gminy składa się z 8 osób.
|      | CSU/Freie Wählerschaft | Razem |
| 2008 | 8                      | 8     |
| 2002 | 8                      | 8     |

## Oświata
W gminie znajduje się przedszkole (25 miejsc i 20 dzieci).